# Rivnei terület
A Rivnei terület (ukránul: Рівненська область [Rivnenszka oblaszty]) közigazgatási egység Ukrajna északnyugati részén. Székhelye Rivne. A terület korábban a Második Lengyel Köztársaság Volhíniai vajdaságához tartozott; a Rivnei területet Kelet-Lengyelország szovjet megszállása (1939. szeptember 17.) után, december 4-én hozták létre az Ukrán Szovjet Szocialista Köztársaság részeként.

## Földrajz
A terület csaknem pontosan a történelmi Volhínia közepén fekszik, melyet 1939-ben, a szovjet megszállás után három terület, a Volinyi, a Rivnei és a Ternopili között osztottak fel, míg egyes keleti részei a Zsitomiri területhez kerültek.
Északi részén a Polisszjai-alföld terül el, míg déli részén a Volhíniai-hátság húzódik. Legmagasabb dombjai 350 méteres tengerszint feletti magasság fölé emelkednek. Fő folyója a Horiny, de északnyugaton a Pripjatyot is érinti.
Területének jelentős részét fenyő- és nyírfaerdők borítják.

## Közigazgatás

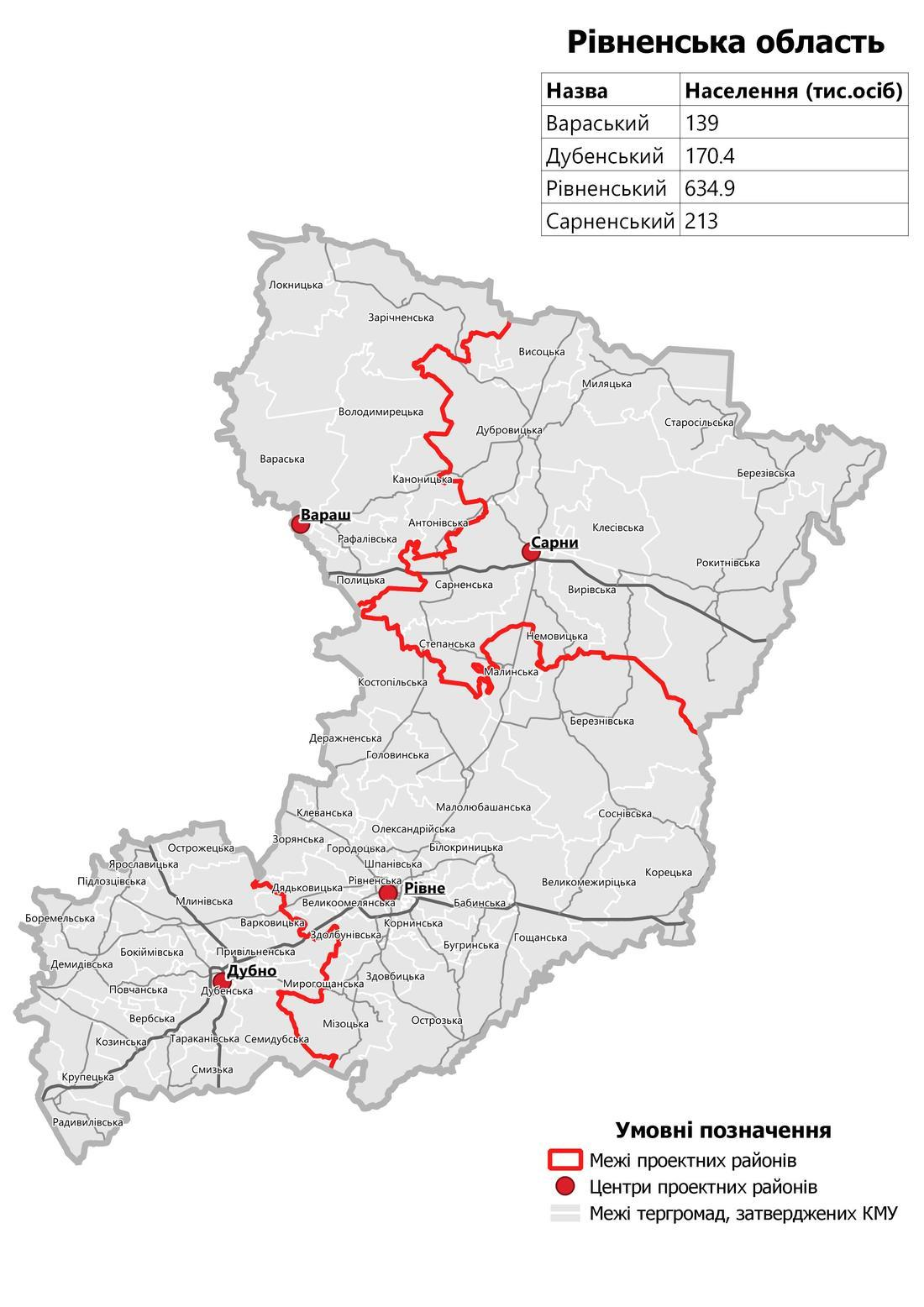
A terület járásai

### Települések
A terület 10 000 főnél nagyobb lélekszámú települései:
| Település  | Járás        | Népesség | Népesség | Éves vált. |
| Település  | Járás        | 2014     | 2022     | Éves vált. |
| ---------- | ------------ | -------- | -------- | ---------- |
| Rivne      | Rivnei járás | 249 912  | 243 873  | 0,30%      |
| Varas      | Varasi járás | 41 560   | 41 711   | 0,05%      |
| Dubno      | Dubnói járás | 38 087   | 36 901   | 0,39%      |
| Kosztopil  | Rivnei járás | 31 668   | 30 838   | 0,33%      |
| Szarni     | Szarni járás | 28 835   | 28 626   | 0,09%      |
| Zdolbunyiv | Rivnei járás | 24 693   | 24 501   | 0,10%      |
| Osztroh    | Rivnei járás | 15 745   | 14 894   | 0,68%      |
| Berezne    | Rivnei járás | 13 435   | 13 126   | 0,29%      |
| Radiviliv  | Dubnói járás | 10 558   | 10 427   | 0,16%      |

### Járások
A terület a 2020-as Ukrajnai közigazgatási reform óta 4 járásból áll. Ezek:
| Járás          | Járásközpont   | Népesség  | Népesség  | Éves vált. |
| Járás          | Járásközpont   | 2001      | 2022      | Éves vált. |
| -------------- | -------------- | --------- | --------- | ---------- |
| Rivnei járás   | Rivne          | 649 133   | 625 543   | 0,17%      |
| Szárni járás   | Szárni         | 205 152   | 212 212   | 0,16%      |
| Dubnói járás   | Dubno          | 185 907   | 165 911   | 0,51%      |
| Varasi járás   | Varas          | 133 137   | 138 118   | 0,18%      |
| Rivnei terület | Rivnei terület | 1 173 304 | 1 141 784 | 0,13%      |

## Gazdaság
Borostyánt és bazaltot bányásznak. Varas városa mellett működik a Rivnei atomerőmű.

## Fordítás
- Ez a szócikk részben vagy egészben  a   Rivne Oblast című angol Wikipédia-szócikk ezen változatának fordításán alapul.  Az eredeti cikk szerkesztőit annak laptörténete sorolja fel. Ez a jelzés csupán a megfogalmazás eredetét és a szerzői jogokat jelzi, nem szolgál a cikkben szereplő információk forrásmegjelöléseként.